# Ulica Wiejska w Siemianowicach Śląskich
Ulica Wiejska w Siemianowicach Śląskich – ulica w północno-wschodniej części Siemianowic Śląskich o długości około 2060 metrów.
Jest to główna ulica w dzielnicy Przełajka, której początki jako ulicówki sięgają XIV wieku. Przy ulicy Wiejskiej pośród nowych i przebudowanych budynków zachowała się historyczna zabudowa wiejska pochodząca przeważnie z przełomu XIX i XX wieku. Ulica Wiejska jest siedzibą różnego typu działalności gospodarczych, a wzdłuż ulicy kursują również autobusy ZTM-u.

## Charakterystyka
Ulica Wiejska znajduje się w północno-wschodniej części Siemianowic Śląskich i jest główną ulicą w dzielnicy Przełajka. Od strony południowej kieruje się w stronę dzielnicy Bańgów, natomiast w kierunku północnym – Wojkowic. Numeracja domów zaczyna się od strony południowej. Tam też ulica krzyżuje się z ulicami Bańgowską i Brynicką. Droga biegnie południkowo krętą trasą i po zachodniej stronie krzyżuje się łącznie z dziesięcioma ulicami, natomiast po wschodniej z pięcioma. Ulica kończy się na granicy Siemianowic Śląskich i Wojkowic, biegnąc w tym miejscu wzdłuż Brynicy. Kontynuacją drogi jest ulica Maksymiliana Gierymskiego. Łączna długość ulicy wynosi około 2060 metrów.
Ulica Wiejska jest drogą powiatową o klasie drogi zbiorczej (Z). W systemie TERYT widnieje ona pod numerem 24048. Ulica ma przypisany kod pocztowy 41-103. Przy Wiejskiej znajduje się także jedna z siemianowickich przepompowni ścieków.
Wzdłuż ulicy kursują autobusy organizowane na zlecenie Zarządu Transportu Metropolitalnego (ZTM). Zlokalizowane są tutaj cztery przystanki: Przełajka Szkoła, Przełajka Kościół, Przełajka Biblioteka i Przełajka Pętla, przy których zatrzymywało się w połowie listopada 2021 roku 4 linie (w tym jedna nocna i po jednej w kursującej w przeciwnych kierunkach). Linie te łączą bezpośrednio tę część miasta z innymi dzielnicami Siemianowic Śląskich i z Chorzowem, a linia nocna także z Katowicami.
Do systemu REGON w połowie listopada 2021 roku zostało wpisanych łącznie 155 podmiotów zarejestrowanych przy ulicy Wiejskiej. Pośród dalej funkcjonujących swoją siedzibę mają tutaj takie placówki jak m.in.: Stowarzyszenie Chorych na Stwardnienie Rozsiane ich Opiekunów i Przyjaciół – ośrodek „Wichrowe Wzgórze” (ul. Wiejska 2), spółdzielnia, warsztat samochodowy, gospodarstwa rolne, przedsiębiorstwa budowlano-remontowe, piekarnia, gabinety lekarskie, firma przewodowa i inne.

## Historia
Obecna ulica Wiejska jest główną drogą w Przełajce. Sama zaś Przełajka, która powstała jako typowa wiejska ulicówka o wczesnośredniowiecznym rodowodzie, po raz pierwszy wzmiankowana jest w dokumencie księcia bytomsko-kozielskiego Siemowita z 25 maja 1313 roku, w którym przekazywał Przełajkę swojemu rycerzowi – Przecławowi Dudkowi.
Z 1738 roku pochodzi najstarszy krzyż przydrożny położony na terenie Siemianowic Śląskich – znajduje się on przy ulicy Wiejskiej. Według przekazów właściciela posesji, na której ten krzyż się znajduje, został on postawiony w miejscu pochowania zmarłych w trakcie przemarszu żołnierzy, a w trakcie remontu ulicy, kiedy zdjęto nawierzchnię jezdni, można było zobaczyć ich szczątki.
Wzdłuż ulicy Wiejskiej zachowała się nieliczna zabudowa rolnicza w postaci ceglanych domów z drewnianymi altanami, powstałych na przełomie XIX i XX wieku. Jeszcze pod koniec XX wieku była to dominująca zabudowa Przełajki. Z biegiem czasu domy te były wyburzane pod nową zabudowę bądź przebudowane, a nieliczne drewniane domy zostały rozebrane.
W latach 1943–1944 powiększono kaplicę na rogu dzisiejszych ulic: Wiejskiej i Żniwnej, przy której najpierw sporadycznie, a potem regularnie odprawiano msze święte. Poświęcenie pobliskiego kościoła Wniebowzięcia Najświętszej Maryi Panny nastąpiło we wrześniu 1951 roku. Jeszcze w tym samym roku Przełajka wraz z obecną ulicą Wiejską została włączona do Siemianowic Śląskich. W czasach Polski Ludowej ulica nosiła już swoją obecną nazwę.
25 maja 2013 roku, w 700-letnią rocznicę pierwszej wzmianki o Przełajce, zorganizowano uroczyste obchody, w ramach których m.in. odbył się pochód wzdłuż ulicy Wiejskiej do ośrodka „Wichrowe Wzgórze”, przy którym odbył się festyn oraz okazjonalny mecz piłki nożnej.
W połowie kwietnia 2021 roku ruszyły prace przy budowie i modernizacji kanalizacji deszczowej w ciągu ulicy Wiejskiej, będące częścią projektu modernizacji kanalizacji deszczowej na terenie Siemianowic Śląskich, którego całkowita wartość wynosi około 28 mln złotych. 17 czerwca tego samego roku doszło do zawalenia się części obiektu mieszkalno-magazynowego położonego przy ulicy Wiejskiej. Zawalony budynek został przeszukany pod kątem obecności osób. W późniejszym czasie został ściągnięty sprzęt celem wyburzenia części budynku grożącego zawaleniem. W akcji brało udział łącznie 35 ratowników z 15 zastępów Państwowej Straży Pożarnej.

## Obiekty historyczne
Przy ulicy Wiejskiej znajdują się następujące historyczne i zabytkowe obiekty, wpisane do gminnej ewidencji zabytków:
- Dawna szkoła (ul. Wiejska 2)[21] – budynek dawnej Szkoły Podstawowej, powstały w 1874 roku; w późniejszym czasie wielokrotnie rozbudowany: w 1879 przez budowniczego Clausnitzera, w 1910 roku powstała trzecia część szkoły, natomiast w 1920 roku na poddaszu zaadaptowano dwa dodatkowe pokoje jako mieszkania na nauczycieli; od 1998 roku[22] gmach jest siedzibą Stowarzyszenia Chorych na Stwardnienie Rozsiane ich Opiekunów i Przyjaciół[11],
- Zabudowa (ul. Wiejska 4)[23],
- Zabudowa (ul. Wiejska 10)[23],
- Zabudowa (ul. Wiejska 12)[23],
- Zabudowa (ul. Wiejska 16) – budynek dawnej restauracji z salą bankietową[23],
- Zabudowa (ul. Wiejska 17)[23],
- Zabudowa (ul. Wiejska 19)[23],
- Zabudowa (ul. Wiejska 23)[24],
- Krzyż „Boża Męka”[25] (ul. Wiejska 33)[26] – krzyż z 1738 roku; ustawiony na prostej stopce; na krzyżu widnieje półpełna figura Jezusa Chrystusa[25],
- Zabudowa (ul. Wiejska 35)[24],
- Zabudowa (ul. Wiejska 40)[24],
- Zabudowa (ul. Wiejska 49)[24],
- Kapliczka (ul. Wiejska 50) – kaplica z około 1850 roku; murowana, nieotynkowana, z dwuspadowym dachem, na szczycie której wznosi się sygnaturka; w bocznych i tylnych ścianach ma ona okna wypełnione witrażowymi szybami; nad wejściem, zwieńczonym łukiem i zamkniętym drewnianymi drzwiami, widnieje figura przedstawiająca Jezusa Chrystusa[27],
- Zabudowa (ul. Wiejska 58)[24],
- Zabudowa (ul. Wiejska 65)[24],
- Zabudowa (ul. Wiejska 67)[24],
- Zabudowa (ul. Wiejska 137)[24].

## Galeria

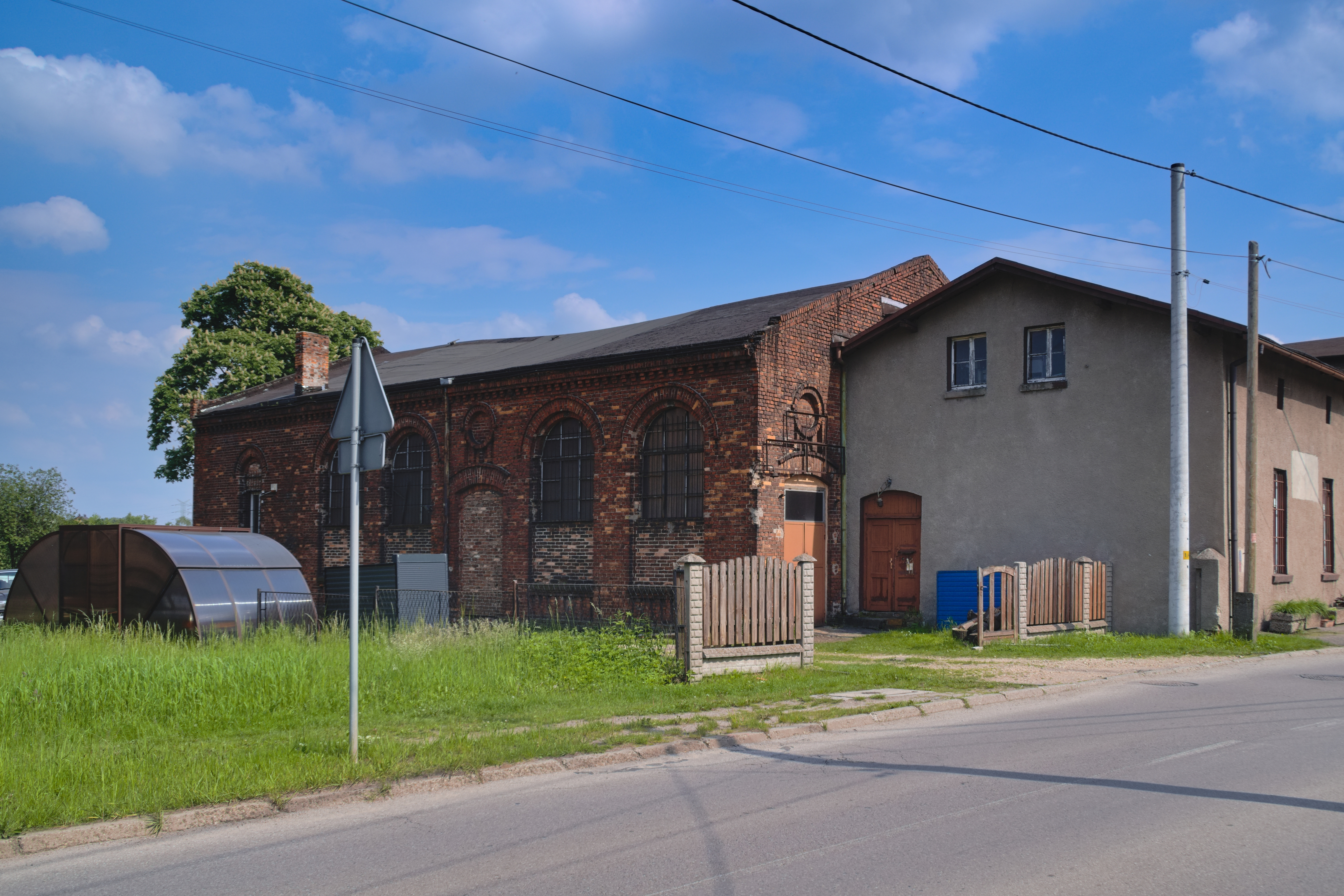
Sala bankietowa pod numerem 16 (2019)
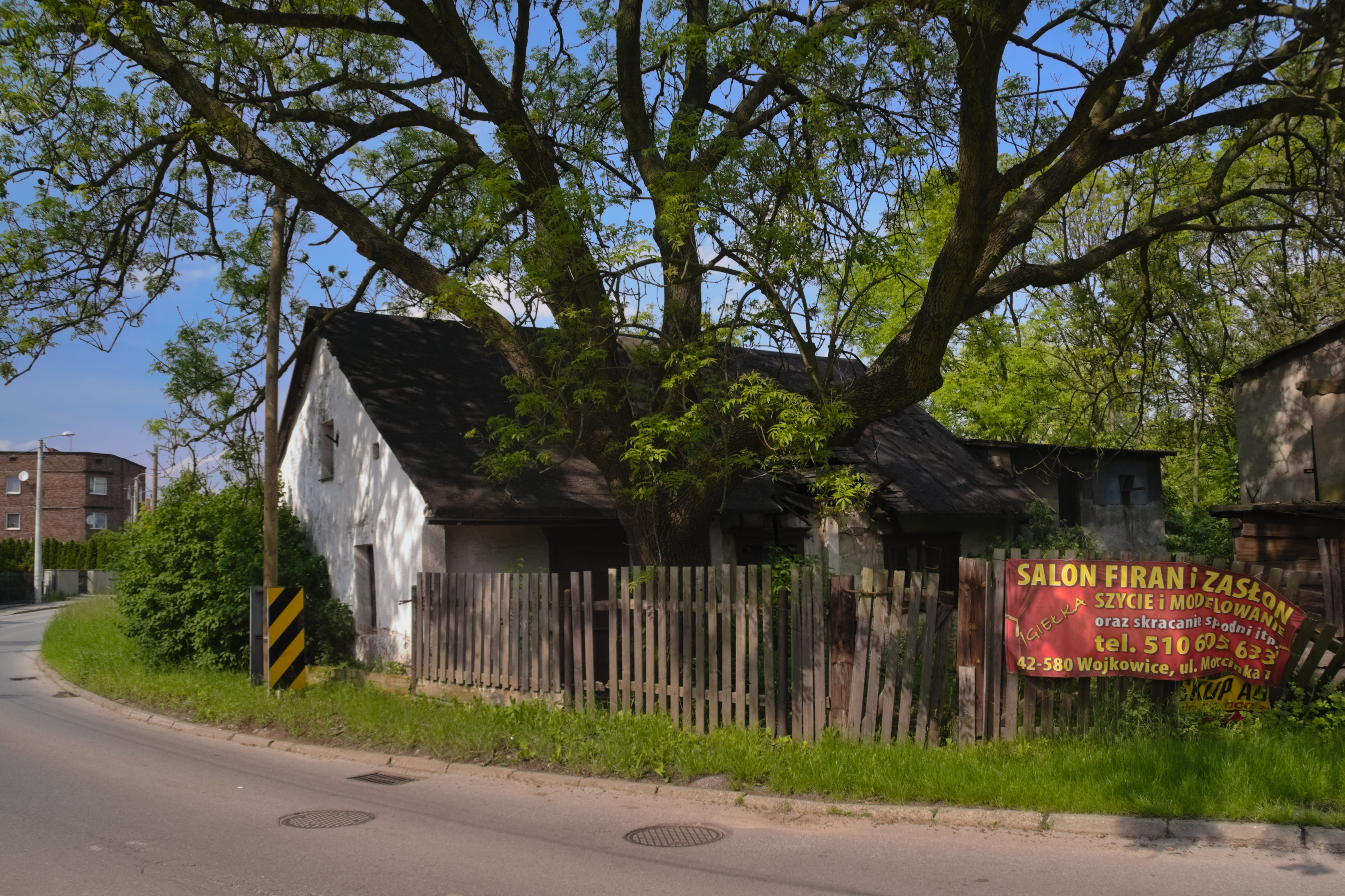
Dom pod numerem 24 (2019)
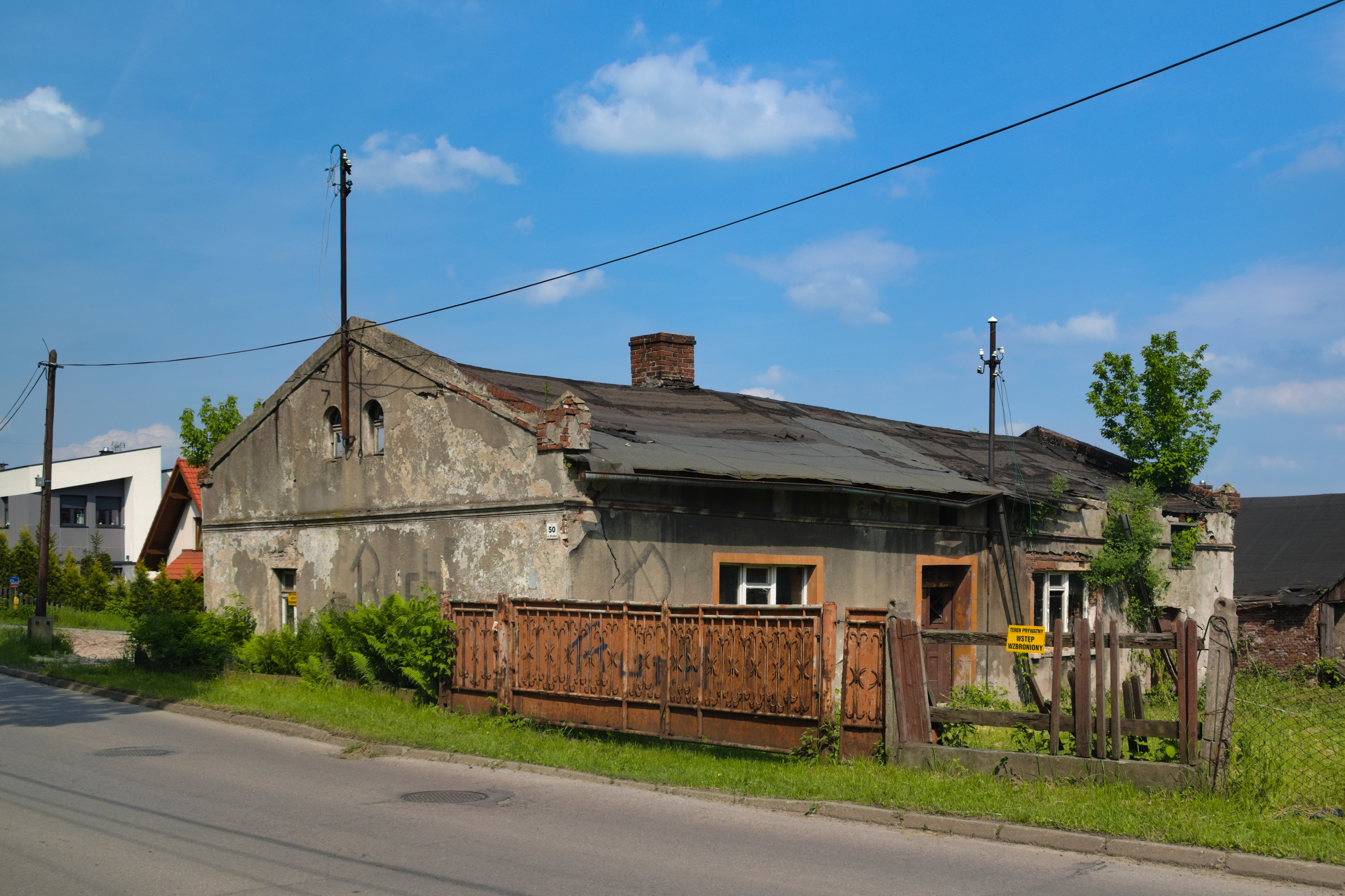
Dom pod numerem 50 (2019)
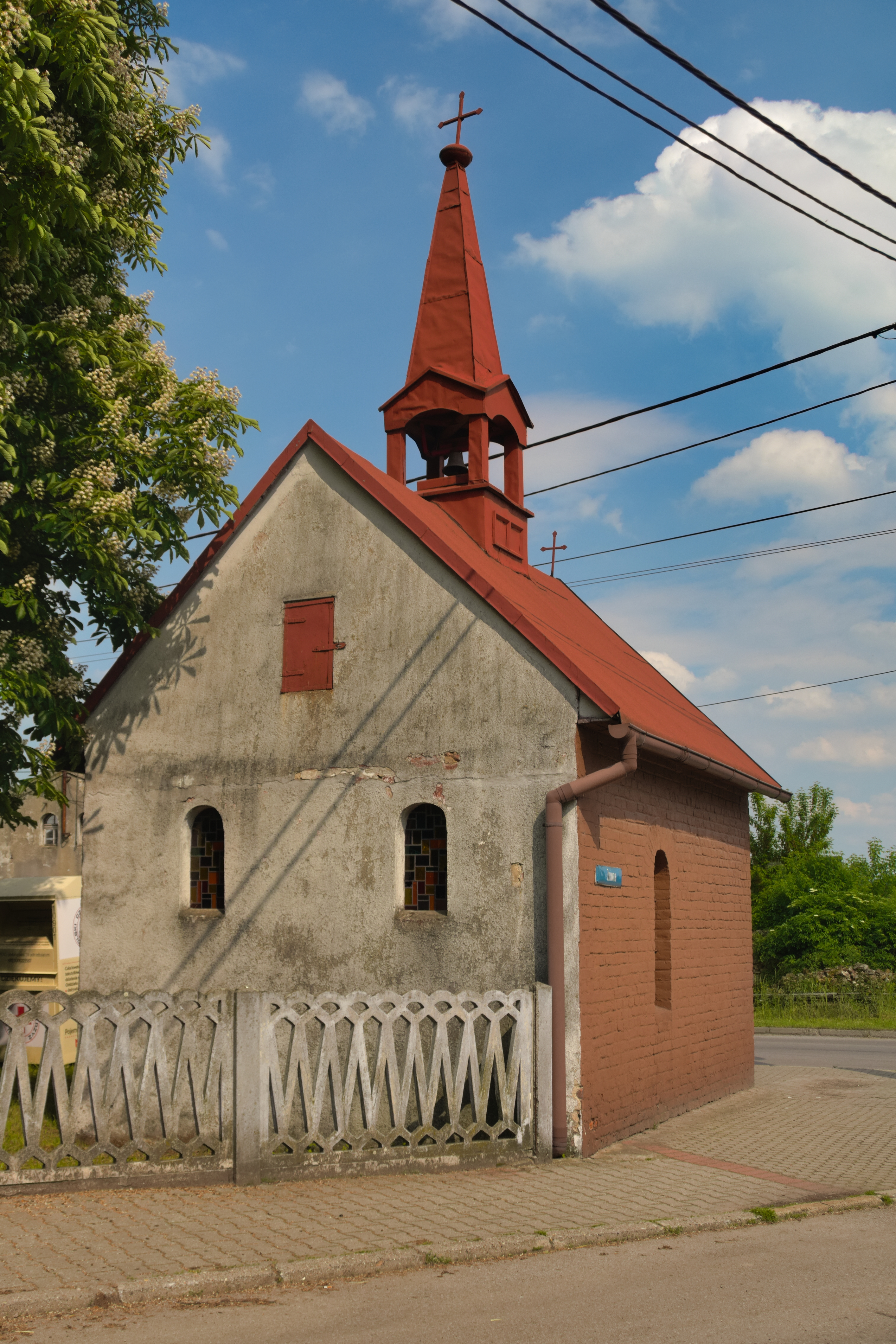
Kapliczka przydrożna (2019)